# ブルペン

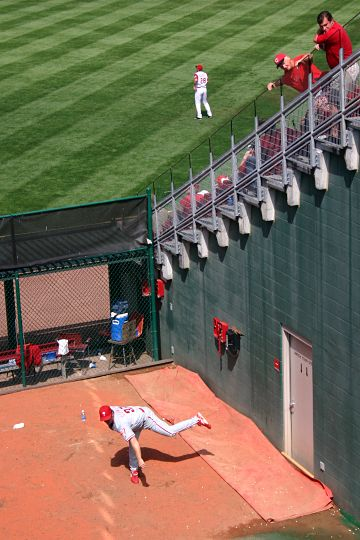
ブルペンで投球練習する投手。（グレート・アメリカン・ボール・パーク）

ブルペン（英語：bullpen）は、野球場にある投球練習場。

## 投球練習場

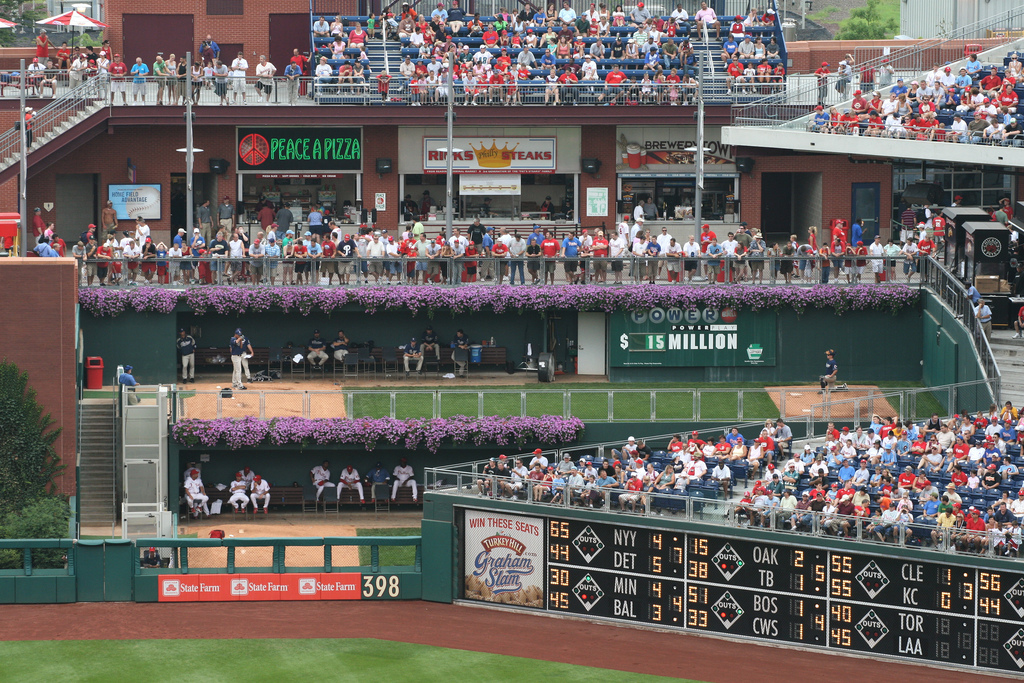
シチズンズ・バンク・パークの右中間スタンド内にあるブルペン

投手（試合開始前は先発投手、試合開始後はリリーフ投手）の投球練習に使われる。投手とブルペン捕手、ブルペンコーチ（あるいはバッテリーコーチ）等が出入りし、他の選手や監督等が試合中に入ることはまずない。そのため、とくにプロ野球で使用される球場では、ベンチ（ダグアウト）にいる監督やコーチらがウォームアップを指示したり登板の連絡をするためのインターホン（東京ドームではダグアウトに多機能電話がある）や、練習状況を確認するためのモニターカメラが設置されていることが多い。
グラウンド内のファウルゾーンに設置されていることが多いが、練習中に打球が当たる恐れがあることなどから、近年新築・改築された日本プロ野球の本拠地球場ではスタンド内、とくにダグアウト（ベンチ）裏に設置されることが多くなっている。
日本のプロ野球の一軍本拠地球場では、明治神宮野球場のみグラウンド内のファウルゾーンにブルペンが設置されている。西武ドームは内野ファウルゾーンのフェンスと観客席の間にブルペンがある。ブルペン捕手がリリーフの投球を受ける、迫力ある捕球音を内野席で間近に聞くことができ、球場へ足を運んだ観客が楽しめる魅力のひとつであるといえる。また、エスコンフィールドHOKKAIDOでは左翼と右翼のポール際にブルペンが設置されている。
ほっともっとフィールド神戸は内野ファウルゾーンのフェンスと観客席の間にブルペンがある。
その他の球場はすべてスタンド内に設置されている。
かつて阪神甲子園球場、西宮球場、藤井寺球場ではラッキーゾーンに設けられていた。阪神甲子園球場ではラッキーゾーン撤去後、しばらくの間ファウルゾーンのブルペンを使用していた。
阪神甲子園球場で行われる高校野球の試合時は仮設のブルペンがファウルゾーンに1組分設けられる。このブルペンは2008年の改修以前は常設だったが改修により撤去され、高校野球開催時のみ設置されることになった。2013年からは常設とされたが、プロ野球開催時には使用されることなく2017年6月に再び撤去され、高校野球開催時のみ設置されることとなった。
MLBでは、観客から直接見えない場所にはブルペンを設置しない傾向にある。外野スタンドの合間か、ファウルグラウンドに設置されているものが殆どである。また、日本の球場は両チームのブルペンは離れた場所に作られることが多いが、MLBの球場の中には隣接して作られている場合もあり、例えばフェンウェイ・パークではまさに両チームの控え投手が並んで投球練習を行うことになる。

## ブルペンの電話
ブルペンとベンチの間には内線電話が設置され、リリーフに肩をつくる指示を与えたりする。この回線が初めて登場したのがいつ・どこでなのかは不明だが、ヤンキー・スタジアムでは1930年に既に存在していたという記録が残っている。1908年当時のハンティントン・アベニュー・グラウンズには電話ではなく遠隔操作で鳴らされるベルがあり、1回鳴れば「肩をつくれ」、2回なら「急いで肩をつくれ」、3回なら「リリーフ、出番だ」という合図だった。
野球の規則上、試合中に外部と連絡を取ることは禁止されているため、この電話は外線接続できず、携帯電話の使用も禁止されている。ただ2006年にリグレー・フィールドで専用回線のモトローラ製携帯電話が導入された。6月13日の試合中にMLB機構の人間らが立ち会う中、監督のフィル・ガーナーが初めて使い、「科学技術にとっては小さな一歩だが、メジャーリーグにとっては大きな飛躍だ」と、ニール・アームストロング月着陸時のせりふをもじって称えた。

## ブルペンからの移動
ブルペンとグラウンドとの出入口が外野側にある場合、交代登板投手を自動車でマウンドまで運ぶことがあり、その際に使われる車を和製英語でリリーフカーと呼ぶ。リリーフカーはNPBで用いられることが多く、MLBなどではブルペンからの距離がある場合も徒歩でマウンドに向かうことが一般的である。

## 球場におけるブルペン施設

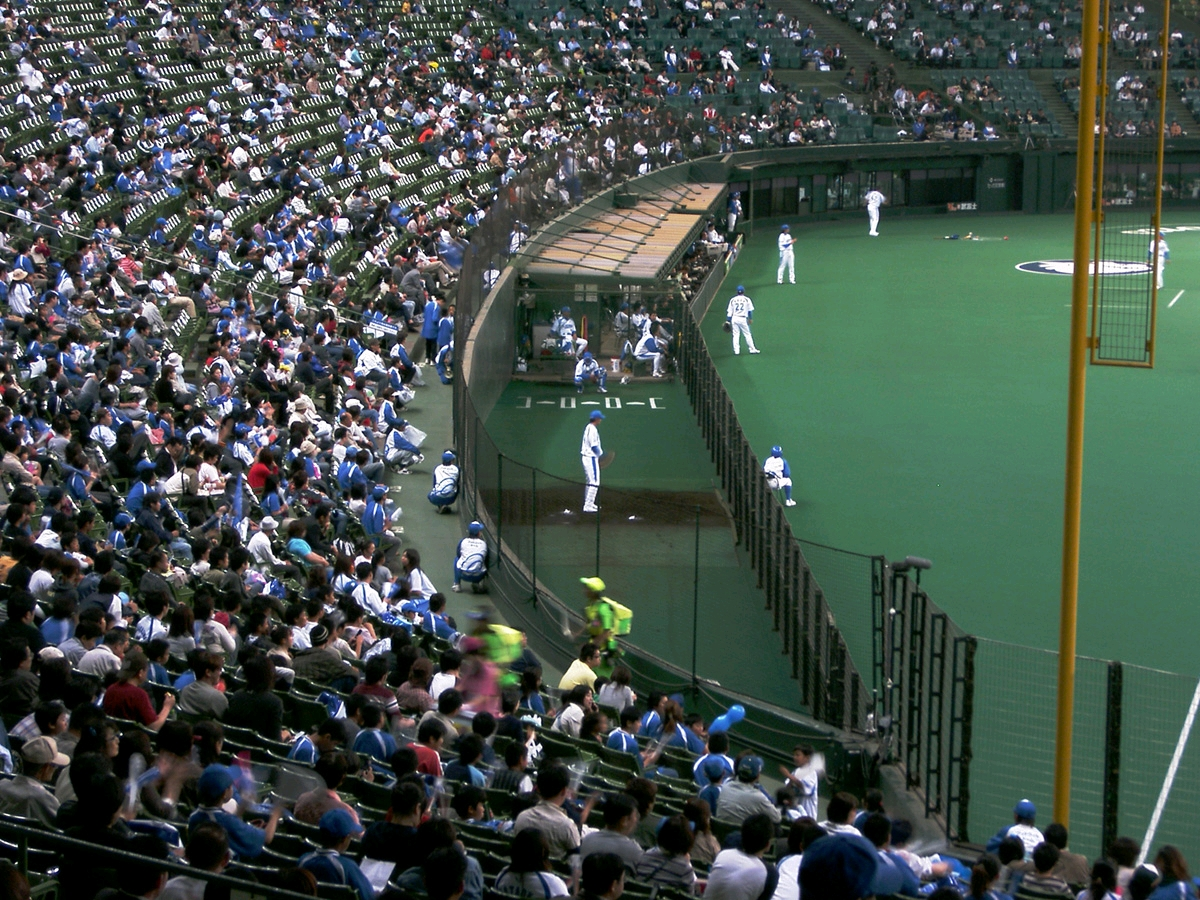
西武ドームの2007年当時の一塁側ブルペン

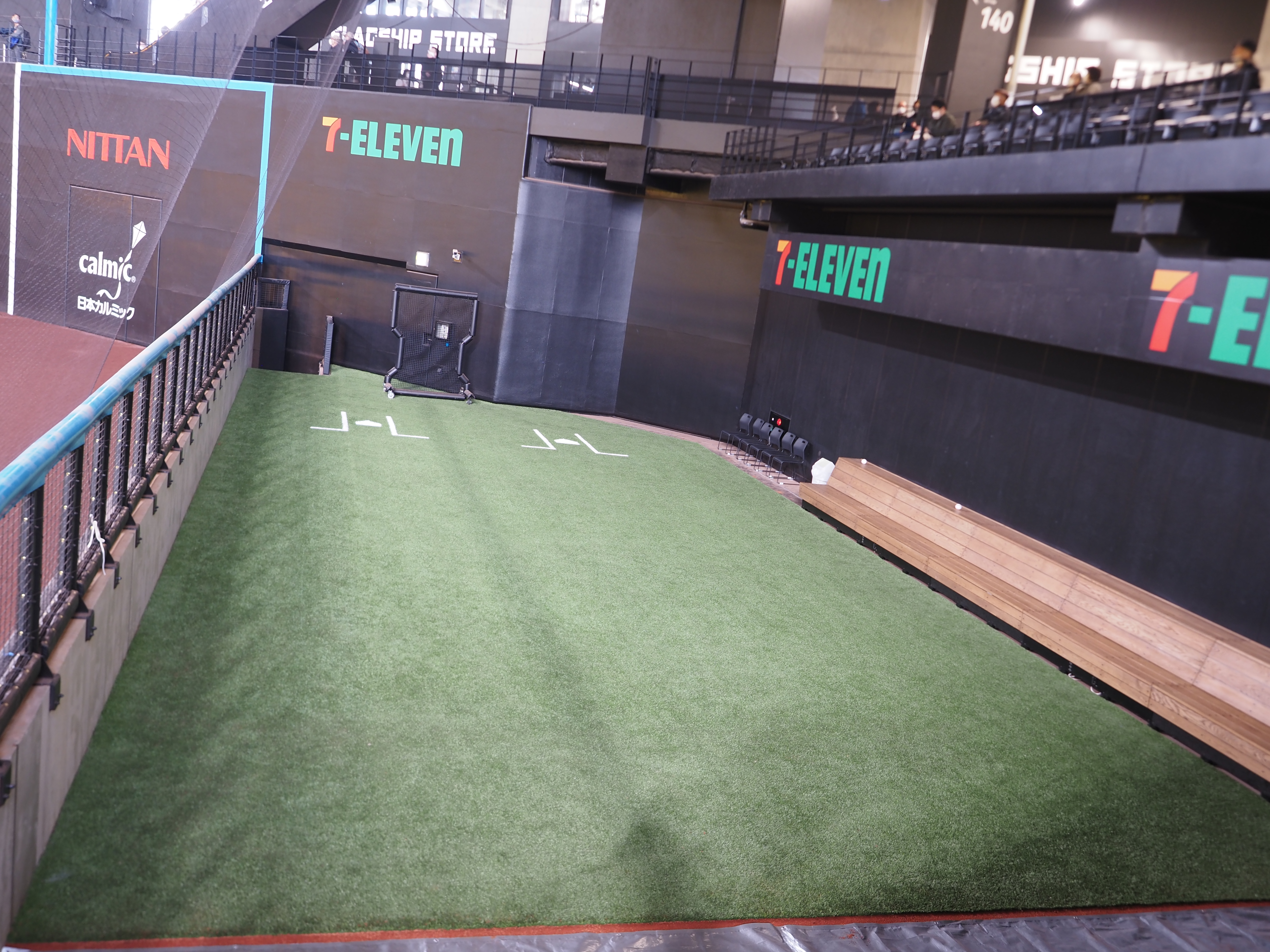
エスコンフィールドHOKKAIDOの一塁側のブルペン

- 阪神甲子園球場の屋内ブルペンは戦前体育館（1塁側）・25mの温水プール（3塁側）であったものを改装したものであり、現在も天井の低さなどその面影を色濃く残している。
- かつて後楽園スタヂアムではブルペンを1塁側・3塁側のファウルゾーンのフェンス際に設置していたが[3]、1970年に二階席ジャンボスタンド拡張工事を行った際にブルペンも一塁側・三塁側の内野席と外野席の中間に移設していた。
- 横浜スタジアムは横浜公園内にあるために建ぺい率等の制限が厳しく、ブルペンを建物内に設置することができないので、公園に面したスタンドの軒下に設置されている。金網とテントで仕切られているだけなので、投球練習中には捕球音や選手の声などが外に聞こえてくる。
- 旧広島市民球場の1塁側ブルペンには、夭折した広島東洋カープのリリーフエース・津田恒実を偲ぶ『津田プレート』が壁に埋め込まれていた。このプレートは、2009年に開場したMAZDA Zoom-Zoom スタジアム広島に移設されている。
- 球場によってはホーム側とビジター側ブルペンに差がある場合が有る。中にはビジター側ブルペンには空調も窓もないため、密室の蒸し風呂となってしまう球場も有るという。

## 由来
ブルペン（bullpen）は英語でもともと「牛を囲う場所」という意味である。そこから現在の野球に関する意味を表すようになった経緯については、
- 闘牛場や屠殺場に送られるのを囲いの中で待っている牛を投手に見立てたという説
- 過去、球場に遅く着いた観客がファウルゾーンで立ち見を強いられた状況を牛の囲い場に見立てたという説
- 外野フェンスにBull Durham Tobaccoの広告がかつてよく見られたため

など諸説がいくつかあるが、はっきりとは分かっていない。

### 名称変更要請
アメリカ合衆国の動物愛護団体である「動物の倫理的扱いを求める人々の会」（英: People for the Ethical Treatment of Animals 、略称PETA）が2021年10月28日、「ブルペンは、肉牛解体のための前作業をする場所であり、かつ選手を侮辱する名称である」として、MLBに対してブルペンの呼称を廃止すると共に、「アームバーン」（英: Arm Barn、「腕納屋」という意）の呼称を使用するよう要請した。

## ブルペンデー
プロ野球では、先発投手でローテーションを組んでシーズンを送るが、何らかの事情でローテーションが組めなくなった谷間の試合に、アメリカでは中継ぎ投手のみによる小刻みな継投で試合を組み立てる作戦が採られるようになった。メジャーリーグでは、この作戦をブルペンデーもしくはブルペンゲームと呼ばれている。先発投手を用いない点では、オープナーとは異なる。2024年時点では、短期決戦となる優勝決定シリーズおいても、ブルペンデーを視野においた作戦が立てられるようになっている。